# Howard Richmond McDiarmid
Pour les articles homonymes, voir McDiarmid.
Howard Richmond McDiarmid (3 juin 1927-25 août 2010) est un homme politique canadien de la Colombie-Britannique. Il est député provincial créditiste de la circonscription britanno-colombienne d'Alberni de 1966 à 1972.

## Biographie
Né à Edmonton en Alberta, il grandit dans les Prairies canadiennes et étudie la médecine à l'Université du Manitoba. Après avoir fait son internat à la Vancouver General Hospital (en), il s'installe à Tofino en 1955. Il est jusqu'en 1972, le seul obstétricien accouchant plus de 100 enfants par an. McDiarmid épouse Lynn Honeyman, une infirmière rencontré à Banff alors qu'ils étaient étudiant.
Durant les années 1970, il contribue à la création de la réserve de parc national Pacific Rim. Avec son fils Charles, il ouvre le Wickaninnish Inn à Tofino en août 1996. McDiarmir pratique ensuite la médecine à Vancouver et en Californie.
Il écrit Pacific Rim Park: a country doctor's role in preserving Long Beach and establishing the new Wickaninnish Inn  (ISBN 0981320406) publié en 2009.
McDiarmid meurt du cancer au Royal Jubilee Hospital (en) de Victoria en août 2010 à l'âge de 83 ans.